# 小紫金牛
小紫金牛（学名：Ardisia chinensis），为報春花科紫金牛属下的一个种。

## 异名
- 五花紫金牛 [3]
- [4]

## 扩展阅读
維基物種上的相關：小紫金牛